# Beran (znamení)

Znamení Berana

Beran neboli Skopec je první astrologické znamení zvěrokruhu pojmenované po souhvězdí Berana. V astrologii je Beran považován za pozitivní (extrovertní) znamení. Je také považován za ohnivé znamení a je jedním ze čtyř základních znamení. Beran je podle astrologie ovládán planetou Mars.
V západní astrologii je Slunce v konstelaci Berana zhruba od 20. března do 20. dubna. V sideralistické astrologii je v ní zhruba od 14. dubna do 7. května.[zdroj?]